# Galeria Fundana

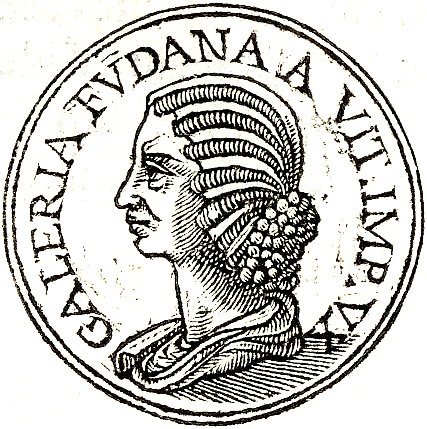
Galeria Fundana från "Promptuarii Iconum Insigniorum "

Galeria Fundana, född cirka 40, död efter år 69, var en romersk kejsarinna, kejsare Vitellius andra hustru.
Galeria var dotter till en före detta praetor. Hon beskrivs till skillnad från maken av Tacitus som en person av "exemplarisk dygd" som "inte hade någon del i dessa fasor". Hennes man och sonen Vitellius mördades under den flaviska revolten, men hon lämnades ifred och tilläts begrava maken och sonen av Vespasianus, som också hjälpte till att arrangera ett äktenskap åt dottern.   